# Wiraféd
Wiraféd (Wirafet, Uirafed, Wiroféd), jedna od brojnih skupina Tupi-Kawahiba, porodica Tupi-Guarani, naseljeni u području rijeke Jiparaná, na pritokama Riosinho i Muquí u brazilskoj državi Rondônia. U kontaktu s Europljanima su od kasnih 1950.-tih. a jezik im je nestao.